# Municipio de Chapala
El municipio de Chapala es uno de los 125 municipios en que se encuentra dividido el estado mexicano de Jalisco. Su cabecera es la ciudad de Chapala, ubicada junto al lago del mismo nombre, por la que recibe su nombre.

## Descripción geográfica
El municipio de Chapala se localiza en la región Sureste del estado de Jalisco. Sus municipios colindantes son Ixtlahuacán de los Membrillos, Jocotepec, Zapotlán del Rey, Juanacatlán y Poncitlán. Tiene una extensión territorial de 128.19 kilómetros cuadrados.
Limita al norte con el municipio de Ixtlahuacán de los Membrillos, al noreste con el municipio de Juanacatlán, al este con el municipio de Poncitlán, al sur con el municipio de Tizapán el Alto y con el municipio de Tuxcueca y el oeste con el municipio de Jocotepec.
| Noroeste: Jocotepec | Norte: Ixtlahuacán            | Nordeste: Juanacatlán            |
| Oeste: Jocotepec    |                               | Este: Poncitlán                  |
| Suroeste: Jocotepec | Sur: Tuxcueca Tizapán el Alto | Sureste: Cojumatlán ( Michoacán) |

## Medio físico
El 39.6% del municipio tiene terrenos planos y la roca predominante es basalto (51.3%), rocas ígneas extrusivas básicas, de origen volcánico. El suelo predominante es el vertisol (30.8%), tienen estructura masiva y alto contenido de arcilla. La agricultura (37.8%) es el uso de suelo dominante en el municipio.

### Hidrografía
Los tipos de recursos hídricos del municipio están constituidos por aguas subterráneas, ríos y lagos. El territorio está ubicado dentro de 3 acuíferos de los cuales el 100.0% no tienen disponibilidad y el 0.0% se encuentra con disponibilidad de agua subterránea.
El territorio municipal está dentro de las cuencas Río Lerma 7, Río Santiago 1 de las cuales el 27.4% tienen disponibilidad y el 72.6% presentan déficit de disponibilidad de agua superficial.

### Clima, temperatura y precipitación
El municipio de Chapala (100%) tiene clima semicálido semihúmedo. La temperatura media anual es de 19.4 °C, mientras que sus máximas y mínimas promedio oscilan entre 29.1 °C y 10.0 °C respectivamente. La precipitación media anual es de 889 mm.

## Sequía
A nivel municipal la sequía extrema es la que tiene una mayor distribución con un 49.0%. Otras condiciones de sequía como excepcional, severa y moderada se distibuyan en 18, 17 y 10 por ciento del territorio municipal.

## Áreas naturales protegidas
Chapala alberga 2 áreas naturales protegidas con una superficie de 4,705.86 hectáreas (ha) lo que representa el 36.7% de todo el territorio municipal. Además, se cuenta con 1.4% de humedales y 1.5% de sitios ramsar o humedales de importancia internacional. Las ANP llevan por nombre Cerro Viejo-Chupinaya-Los Sabinos y Sierra Cóndiro - Canales y Cerro San Miguel Chiquihuitillo.

## Demografía
El municipio de Chapala pertenece a la Región Sureste, según el Censo de Población y Vivienda 2020, su población en ese año era de 55,196 personas; de las cuales el 48.6 por ciento eran hombres y 51.4 por ciento mujeres. Las y los habitantes del municipio representaban el 32.1 por ciento del total regional. Comparando este volumen poblacional con el del año 2015 (50,738 habitantes), se observa que la población municipal aumentó un 8.79 por ciento en cinco años.

### Localidades
En 2020 Chapala contaba con 50 localidades, de éstas, 4 eran de dos viviendas y 12 de una. La localidad de Chapala era la más poblada, con 24,352 personas, que representaban el 44.1% de la población del municipio; le seguía Ajijic con el 20.7%, Atotonilquillo con el 12.7%, San Antonio Tlayacapan con el 12% y Santa Cruz de la Soledad con el 3% del total municipal.
| Código INEGI      | Localidad                | Población (2020) |
| ----------------- | ------------------------ | ---------------- |
| 140300001         | Chapala                  | 24 352           |
| 140300002         | Ajijic                   | 11 439           |
| 140300003         | Atotonilquillo           | 7 004            |
| 140300005         | San Antonio Tlayacapan   | 6 616            |
| 140300007         | Santa Cruz de la Soledad | 1 680            |
| 140300006         | San Nicolás de Ibarra    | 1 513            |
| Otras localidades | Otras localidades        | 2 592            |
| Total municipal   | Total municipal          | 55 196           |

## Migración
El índice de intensidad migratoria se ubicó en 62.94 puntos que corresponde a un grado de intensidad migratoria medio.

## Pobreza por carencia social
Respecto a las carencias sociales en 2020, destaca que el indicador de carencia por acceso a la seguridad social es el acceso a la seguridad social, con un 66.1 por ciento, que en términos absolutos representa 43,410 habitantes. En contraste, el que menos proporción de población presentó fue el de acceso a los servicios básicos en la vivienda, con el 3.1 por ciento. Carencias como acceso a servcios d esalu, rezago educativo, acceso a la alimentación, así como calidad y espacios de vivienda, tienen porcentajes de 58, 18, 12 y 9 por ciento respectivamente. 

## Infraestructura
El municipio cuenta con 16 servicios públicos, de los cuales destacan 62 escuelas, seguido de 33 templos e instalaciones deportivas o recreación con 18.

### Salud
De acuerdo con los registros de la secretaría de salud, en el municipio se encuentran 16 unidades de servicio de salud como lo son consultorios, hospitales generales y especializados, oficinas administrativas, farmacias, laboratorios, unidades de medicina familiar, de especialidades médicas y móviles. De las cuales 6 corresponden a la Secretaría de Salud (SSJ), 6 unidades de salud son de los Servicios Médicos Municipales y 2 módulos del Instituto Mexicano del Seguro Social (IMSS)

## Economía y empleos
Conforme a la información del Directorio Estadístico Nacional de Unidades Económicas (DENUE) de INEGI, el municipio de Chapala cuenta con 3,005 unidades económicas al mes de mayo de 2024 y su distribución por sectores revela un predominio de establecimientos dedicados a Servicios, siendo estos el 45.49% del total en el municipio.

### Empleos
Para junio de 2024 el IMSS reportó un total de 6,439 trabajadores asegurados, lo que representó para el municipio de Chapala una disminución anual de 80 trabajadores en comparación con el mismo mes de 2023, debido a la baja del registro de empleo formal de algunos de sus grupos económicos principalmente el de Construcción de edificaciones y de obras de ingeniería civil. En función de los registros del IMSS el grupo económico que más empleos presentó dentro del municipio de Chapala fue el de Construcción de edificaciones y de obras de ingeniería civil, ya que en junio de 2024 registró un total de 787 trabajadores concentrando el 12.22% del total de asegurados en el municipio. El segundo grupo económico con más trabajadores asegurados fue el de Servicios personales para el hogar y diversos, que para junio de 2024 registró 717 trabajadores asegurados que representan el 11.14% del total de trabajadores asegurados a dicha fecha. El tercer grupo económico de mayor relevancia fue la fabricación de alimentos con el 7.3%.

## Índice de desarrollo municipal (IDM)
Chapala obtiene un desarrollo institucional Muy Alto con un IDM-I de 74.9.

## Promedio mensual de carpetas de investigación
Durante el periodo de junio de 2023 a mayo de 2024, se abrieron un total de 875 carpetas de investigación con un promedio mensual de 73 carpetas abiertas en donde el delito con mayor investigación fue el de fraude.

## Política
El gobierno del municipio le corresponde al Ayuntamiento estando este conformado por el presidente municipal y un cabildo compuesto de por once regidores, de los cuales ocho son electos por mayoría relativa, y tres mediante el principio de representación proporcional. Todo el ayuntamiento es electo para un periodo de tres años que no son renovables para el periodo consecutivo, pero si de forma no continua y entra a ejercer su cargo el día 1 de enero del año de la elección.

### Representación legislativa
Para la elección de Diputados locales al Congreso de Jalisco y de Diputados federales a la Cámara de Diputados, el municipio de Chapala se encuentra integrado en los siguientes distritos electorales:
Local:
- XVII Distrito Electoral Local de Jalisco con cabecera en Jocotepec.[8]

Federal:
- XVII Distrito Electoral Federal de Jalisco con cabecera en Jocotepec.[9]

El ciudadano Alejandro de Jesús Aguirre Curiel partido PAN, encabeza la actual administración municipal.

### Presidentes municipales
| Presidente municipal              | Período                | Partido político | Notas                                                   |
| Juan Beltrán Alatorre             | 1982-1985              | PRI              |                                                         |
| J. Antonio Rivera Alcántar        | 1985-1988              | PRI              |                                                         |
| Alfonso Díaz Sosa                 | 1988-1992              | PRI              |                                                         |
| José Raúl Robles Puga             | 1992-1995              | PAN              |                                                         |
| José Guadalupe Padilla Castañeda  | 1995-1997              | PRI              |                                                         |
| Alberto Alcántar Beltrán          | 1997-2000              | PRI              |                                                         |
| Alejandro de Jesús Aguirre Curiel | 2000-2003              | PAN              |                                                         |
| Arturo Gutiérrez Tejeda           | 2003-2006              | PAN              |                                                         |
| Gerardo Degollado González        | 01-10-2006– 30-09-2009 | PRI              |                                                         |
| J. Jesús Cabrera Jiménez          | 01-10-2009– 30-09-2012 | PAN              |                                                         |
| Joaquín Huerta Barrios            | 01-10-2012– 30-09-2015 | PAN              |                                                         |
| Javier Degollado González         | 01/10/2015– 30/09/2018 | PRI PVEM         |                                                         |
| Moisés Alejandro Anaya Aguilar    | 01-10-2018– 05-03-2021 | MC               | Pidió licencia para buscar la reelección, que no obtuvo |
|                                   |                        |                  |                                                         |
| Alejandro de Jesús Aguirre Curiel | 01-10-2021– 30-10-2027 | PAN              |                                                         |